# SHINE (アルバム)
『SHINE』（シャイン）は、日本のロックバンド、LUNA SEAの6枚目のオリジナルアルバム。2007年12月5日に、最新リマスタリング音源、「STORM」「SHINE」「I for You」のPVが収録されたDVDとの2枚組で、ユニバーサルミュージックより再発された。

## 解説
- 全13曲・70分超と、LUNA SEAのオリジナル・アルバムの中では最も曲数が多く、収録時間が長い。
- オリジナルアルバムでは最大の売上を記録している作品。
- リリース後のインタビューでSUGIZOは「『SHINE』は全体的にグルーヴ不足」と評している。曲のクオリティは素晴らしいのに、レコーディングでそれに見合う表現が出来なかった。ツアーと共に曲も成長していったので、ツアー終了後にレコーディングした方が良かったかも知れない、などと語っている。その上でTime Has Comeは4枚目のオリジナルアルバム『MOTHER』収録のLOVELESSに匹敵する最高のオープニングナンバーだと振り返るなど、前述の通り楽曲自体は高く評価している[1]。

## 収録曲
| 全作詞・作曲・編曲: LUNA SEA。 |                                 |          |            |      |
| #                              | タイトル                        | 作詞     | 作曲・編曲 | 時間 |
| 1.                             | 「Time Has Come」(J原曲)        | LUNA SEA | LUNA SEA   | 6:32 |
| 2.                             | 「STORM」(J原曲)                | LUNA SEA | LUNA SEA   | 5:03 |
| 3.                             | 「NO PAIN」(SUGIZO原曲)         | LUNA SEA | LUNA SEA   | 6:14 |
| 4.                             | 「SHINE」(J原曲)                | LUNA SEA | LUNA SEA   | 4:42 |
| 5.                             | 「I for You」(SUGIZO原曲)       | LUNA SEA | LUNA SEA   | 5:28 |
| 6.                             | 「Unlikelihood」(J原曲)         | LUNA SEA | LUNA SEA   | 5:16 |
| 7.                             | 「ANOTHER」(J原曲)              | LUNA SEA | LUNA SEA   | 7:34 |
| 8.                             | 「MILLENNIUM」(真矢&SUGIZO原曲) | LUNA SEA | LUNA SEA   | 4:44 |
| 9.                             | 「BROKEN」(J原曲)               | LUNA SEA | LUNA SEA   | 5:09 |
| 10.                            | 「VELVET」(INORAN原曲)          | LUNA SEA | LUNA SEA   | 4:25 |
| 11.                            | 「Love Me」(SUGIZO原曲)         | LUNA SEA | LUNA SEA   | 3:48 |
| 12.                            | 「BREATHE」(INORAN原曲)         | LUNA SEA | LUNA SEA   | 5:51 |
| 13.                            | 「UP TO YOU」(INORAN原曲)       | LUNA SEA | LUNA SEA   | 4:55 |
| 合計時間:                      | 合計時間:                       | 69:41    |            |      |

### 楽曲解説
1. Time Has Come
冒頭で時計の針の音と、メンバーの心臓の鼓動をサンプリングしたものが流れている。2010年の「REBOOT」ツアーの東京ドーム公演では、冒頭でRYUICHIがアカペラを披露した。
2. STORM
9thシングル。『ポップジャム』1998年4月度テーマソング。
3. NO PAIN
戦争についての曲。LUNA SEAの曲の中では初めて、子供のコーラスが導入された。
4. SHINE
トヨタ自動車「インテリジェントナビゲーション」CMソング。
本作のタイトル曲であり、当初はシングルになる予定はなかった。
5. I for You
11thシングル。
フジテレビ系ドラマ「神様、もう少しだけ」主題歌。
6. Unlikelihood
キリンビバレッジ「ジェットライム」CMソング（RYUICHI出演）。
英詞部分はJが担当。
7. ANOTHER
曲の序盤ではSUGIZOがヴァイオリンを演奏している。また女性シンガー（山根麻衣）によるフェイクも導入されている。
8. MILLENNIUM
曲名は「千年に一度」の意（メンバー談）で、SUGIZOが命名した。
9. BROKEN
10. VELVET
11. Love Me
曲冒頭のSEは、ヴォコーダーとテルミン、前曲「VELVET」のギターソロをサンプリングしたもので構築されている。
2023年5月にユニバーサル ミュージック グループが公開したオンライン限定のコンピレーションアルバム、「Striking Tunes Vol.2」に34番目のトラックとして収録された。
12. BREATHE
歌詞はRYUICHIとINORANの共作。後にバラードベストアルバム「SLOW」にこの曲のPVが初収録されたDVDが同梱された。
ディズニー映画「ムーラン」イメージソングであり、同映画の日本版サウンドトラックにはボーナストラックとしてこの曲にストリングスが加わったヴァージョンが収録された。
REBOOTでこの曲を演奏した際は、ギターとベースは半音下げチューニングを行い、ボーカルも半音下に移調されていた。
13. UP TO YOU